# 瓦蘭坎特山
15°43′49″S 71°31′30″W / 15.73028°S 71.52500°W
瓦蘭坎特山（Huarancante），是秘魯的山峰，位於該國南部阿雷基帕大區的卡伊尤馬省，屬於安第斯山脈的一部分，處於赫略赫略山西南面，海拔高度約5,426米。